# Desafío final
Desafío final (título original: Hidden Assassin; título alternativo: The Shooter) es una película de acción dirigida por Ted Kotcheff y protagonizada por Dolph Lundgren, Maruschka Detmers y Assumpta Serna.

## Argumento
El embajador cubano es asesinado en la ciudad de Nueva York. El jefe de la Policía Federal de los Estados Unidos es enviado para detener a la asesina sospechosa que se encuentra en Praga preparando otro golpe en la inminente conferencia cubano-americana que se celebrará en esa ciudad.

## Reparto
| Actor             | Personaje      |
| ----------------- | -------------- |
| Dolph Lundgren    | Michael Dane   |
| Maruschka Detmers | Simone Rosset  |
| Assumpta Serna    | Marta          |
| Gavan O'Herlihy   | Dick Powell    |
| John Ashton       | Alex Reed      |
| Simón Andreu      | Alberto Torena |
| Pablo Scola       | Belgado        |

## Producción
La película fue filmada en Praga y en los alrededores.

## Recepción
Hoy en día la película ha sido valorada en portales cinematográficos. En IMDb, con aproximadamente 2400 votos registrados, el filme obtiene una media ponderada de 5,1 sobre 10. En cuanto a Rotten Tomatoes, los más de 1000 votos registrados en el portal dieron a la producción cinematográfica una valoración media de 2,5 de 5. También cabe destacar, que en La Vanguardia el 48 % de los usuarios registrados allí le dieron una valoración positiva.